# John Souza
John Souza-Benavides (Fall River, Massachusetts, 12 de julio de 1920-11 de marzo de 2012) fue un futbolista estadounidense que jugó en la posición de delantero.

## Selección nacional
Jugó 16 partidos con la selección estadounidense y marcó dos goles. Disputó el Mundial de 1950 en Brasil, jugó tres encuentros, incluyendo el triunfo histórico frente a la selección de Inglaterra por 1–0.
Además, formó parte del equipo estadounidense en los Juegos Olímpicos de Londres 1948 y Helsinki 1952.
Fue elegido por la revista Mundo Esportivo, como parte del equipo ideal del Mundial de 1950.
Hasta el día de hoy, figura como miembro de la National Soccer Hall of Fame.

### Participaciones en Juegos Olímpicos
| Torneo                   | Sede     | Resultado    |
| ------------------------ | -------- | ------------ |
| Juegos Olímpicos de 1948 | Londres  | Primera fase |
| Juegos Olímpicos de 1952 | Helsinki | Primera fase |

### Participaciones en Copas del Mundo
| Mundial                        | Sede   | Resultado    | PJ | Goles |
| ------------------------------ | ------ | ------------ | -- | ----- |
| Copa Mundial de Fútbol de 1950 | Brasil | Primera fase | 3  | 0     |

## Clubes
| Club                     | País           | Año         |
| ------------------------ | -------------- | ----------- |
| Fall River Ponta Delgada | Estados Unidos | Desconocido |
| New York German-Hungaria | Estados Unidos | Desconocido |